# Francisca Pereira
Francisca Lucas Pereira Gomes, ou Francisca Pereira, née en 1942 à Bolama, en Guinée portugaise, est une  Infirmière, une militante pour l'indépendance, une femme politique et une ancienne ministre bissau-guinéenne.

## Biographie
Pereira née en 1942, à Bolama, l'ancienne capitale de  ce qui est alors une colonie portugaise. Jeune adolescente, elle rejoint le mouvement de libération luttant pour l'indépendance, qui deviendra le PAIGC. Contrainte à l'exil, elle travaille au Secrétariat du PAIGC à Conakry, puis, en 1965, se rend en URSS pour une formation d'infirmière. À partir de 1967, elle devient Directrice adjointe de l' Escola Piloto à Conakry, un centre de formation du mouvement indépendantiste pour les orphelins et les réfugiés de guerre bissaoguinéens.
Peu de temps après, elle est envoyée par le PAIGC dans les territoires repris aux forces coloniales portugaises. Elle travaille également durant quelques mois à l'hôpital de Ziguinchor (Sénégal). Elle devient une responsable de la santé des forces indépendantes et côtoie Amilcar Cabral,
Après l'Indépendance de la Guinée-Bissau obtenue en septembre 1974, elle prend en charge différentes fonctions publiques. Entre autres, elle devient maire de sa ville natale de Bolama et Présidente de la Frauenunion de la Guinée-Bissau (União Democrática le Mulheres da Guiné-Bissau). Elle participe à des relations avec différentes institutions internationales. La période est difficile au sein de la Guinée-Bissau :  le pays vit plusieurs années sans élections, avec un système de parti unique et subit une succession de coups d'État, la mort d'Amilcar Cabral peu de temps avant l'indépendance complique encore la situation, une certaine déception politique se fait sentir.
De 1990 à 1994, elle est ministre de la condition féminine. En 1991, l'interdiction des partis politiques autre que le parti au pouvoir est levée. Une écoltion vers davantage de démocratie s'amorce. En 1994, vingt ans après l’indépendance, la Guinée-Bissau vit ses premières élections présidentielle et législatives multipartites. João Bernardo Vieira est élu président. De 1994 à 1997, elle est première vice-présidente de l'Assemblée populaire nationale.  De 1997 à 1999, elle est ministre de l'intérieur, mais doit quitter ce poste à la suite d'un soulèvement militaire, qui déclenche une brève mais violente guerre civile. De nouvelels élections ont lieu en l'an 2000. En 2002, elle est nommée ministre d'État chargée des affaires politiques et de la diplomatie.